# ウィルトン駅
ウィルトン駅（Wilton）は、コネチカット州フェアフィールド郡ウィルトンにあるメトロノース鉄道の駅。

## 概要
メトロノース鉄道のダンベリー支線の駅である。この駅からニューヨーク州にあるグランド・セントラル駅に行ける。

## 利用可能な鉄道路線／列車
メトロノース鉄道：
■ダンベリー支線

## 駅構造
1面1線（単式）のホームを持つ地上駅である。
| 路線            | 方向 | 行先                                    | 備考 |
| --------------- | ---- | --------------------------------------- | ---- |
| ■ダンベリー支線 | 上り | スタンフォード/グランド・セントラル方面 |      |
| ■ダンベリー支線 | 下り | ダンベリー方面                          |      |

## 隣の駅
メトロノース鉄道
■ダンベリー支線
メリット7 - ウィルトン - キャノンデール